# 9916 Kibirev
9916 Kibirev è un asteroide della fascia principale. Scoperto nel 1978, presenta un'orbita caratterizzata da un semiasse maggiore pari a 2,8507875 UA e da un'eccentricità di 0,0819208, inclinata di 1,01559° rispetto all'eclittica.